# Lijst van voetbalinterlands Guinee - Sierra Leone
Deze lijst van voetbalinterlands is een overzicht van alle officiële voetbalwedstrijden tussen de nationale teams van Guinee en Sierra Leone. De landen hebben tot op heden 26 keer tegen elkaar gespeeld. De eerste ontmoeting, een vriendschappelijke wedstrijd, vond plaats op 2 december 1967 op een onbekende locatie in Sierra Leone. Het laatste duel, een kwalificatiewedstrijd voor het African Championship of Nations 2014, werd gespeeld in Freetown op 15 december 2012.

## Wedstrijden
| №  | Plaats     | Datum            | Competitie                                        | Wedstrijd             | Uitslag |
| -- | ---------- | ---------------- | ------------------------------------------------- | --------------------- | ------- |
| 1  | ?          | 2 december 1967  | Vriendschappelijk                                 | Sierra Leone − Guinee | 2 − 1   |
| 2  | ?          | 14 december 1968 | Vriendschappelijk                                 | Sierra Leone − Guinee | 1 − 1   |
| 3  | Conakry    | 2 februari 1969  | Vriendschappelijk                                 | Guinee − Sierra Leone | 1 − 1   |
| 4  | Freetown   | 1 november 1970  | Vriendschappelijk                                 | Sierra Leone − Guinee | 1 − 2   |
| 5  | Freetown   | 19 april 1976    | Vriendschappelijk                                 | Sierra Leone − Guinee | 1 − 1   |
| 6  | Freetown   | 4 maart 1980     | Vriendschappelijk                                 | Sierra Leone − Guinee | 3 − 2   |
| 7  | Praia      | 13 februari 1982 | Vriendschappelijk                                 | Guinee − Sierra Leone | 1 − 0   |
| 8  | Freetown   | 12 februari 1984 | Vriendschappelijk                                 | Guinee − Sierra Leone | 0 − 0   |
| 9  | Dakar      | 8 februari 1986  | Vriendschappelijk                                 | Sierra Leone − Guinee | 2 − 1   |
| 10 | Bissau     | 5 mei 1988       | Vriendschappelijk                                 | Guinee − Sierra Leone | 3 − 0   |
| 11 | Bamako     | 28 mei 1989      | Vriendschappelijk                                 | Guinee − Sierra Leone | 1 − 0   |
| 12 | Conakry    | 18 augustus 1990 | Afrika Cup 1992 kwalificatie                      | Guinee − Sierra Leone | 1 − 2   |
| 13 | Freetown   | 28 april 1991    | Afrika Cup 1992 kwalificatie                      | Sierra Leone − Guinee | 0 − 1   |
| 14 | Dakar      | 24 november 1991 | Vriendschappelijk                                 | Sierra Leone − Guinee | 1 − 0   |
| 15 | Conakry    | 13 december 1992 | Vriendschappelijk                                 | Guinee − Sierra Leone | 1 − 1   |
| 16 | Conakry    | 16 december 1992 | Vriendschappelijk                                 | Guinee − Sierra Leone | 0 − 0   |
| 17 | Conakry    | 8 augustus 1993  | Vriendschappelijk                                 | Guinee − Sierra Leone | 1 − 0   |
| 18 | Conakry    | 9 augustus 1993  | Vriendschappelijk                                 | Guinee − Sierra Leone | 4 − 0   |
| 19 | Freetown   | 26 november 1993 | Vriendschappelijk                                 | Sierra Leone − Guinee | 1 − 1   |
| 20 | Conakry    | 1 januari 1995   | Vriendschappelijk                                 | Guinee − Sierra Leone | 3 − 1   |
| 21 | Nouakchott | 18 november 1995 | Vriendschappelijk                                 | Sierra Leone − Guinee | 2 − 0   |
| 22 | Conakry    | 24 februari 1997 | Afrika Cup 1998 kwalificatie                      | Guinee − Sierra Leone | 1 − 0   |
| 23 | Banjul     | 1 december 1997  | Vriendschappelijk                                 | Guinee − Sierra Leone | 3 − 0   |
| 24 | Conakry    | 22 november 2005 | Vriendschappelijk                                 | Guinee − Sierra Leone | 1 − 0   |
| 25 | Conakry    | 2 december 2012  | African Championship of Nations 2014 kwalificatie | Guinee − Sierra Leone | 0 − 0   |
| 26 | Freetown   | 15 december 2012 | African Championship of Nations 2014 kwalificatie | Sierra Leone − Guinee | 1 − 1   |

## Samenvatting
| Competitie                                   | Totaal gespeeld | Winst Guinee | Gelijk | Winst Sierra Leone | Doelsaldo Guinee – Sierra Leone |
| -------------------------------------------- | --------------- | ------------ | ------ | ------------------ | ------------------------------- |
| Afrika Cup-kwalificatie                      | 3               | 2            | 0      | 1                  | 3 − 2                           |
| African Championship of Nations-kwalificatie | 2               | 0            | 2      | 0                  | 1 − 1                           |
| Vriendschappelijk                            | 21              | 9            | 7      | 5                  | 28 − 17                         |
| Totaal                                       | 26              | 11           | 9      | 6                  | 32 − 20                         |

FGF · A-internationals · Guinees vrouwenelftal
1960-1969 ·
1970-1979 ·
1980-1989 ·
1990-1999 ·
2000-2009 ·
2010-2019 ·
2020-2029
AC 1970 ·
AC 1974 ·
AC 1976 ·
AC 1980 ·
AC 1994 ·
AC 1998 ·
AC 2004 ·
AC 2006 ·
AC 2008 ·
AC 2012
1962 ·
1963 ·
1964 ·
1965 ·
1966 ·
1967 ·
1968 ·
1969 ·
1970 ·
1971 ·
1972 ·
1973 ·
1974 ·
1975 ·
1976 ·
1977 ·
1978 ·
1979 ·
1980 ·
1981 ·
1982 ·
1983 ·
1984 ·
1985 ·
1986 ·
1987 ·
1988 ·
1989 ·
1990 ·
1991 ·
1992 ·
1993 ·
1994 ·
1995 ·
1996 ·
1997 ·
1998 ·
1999 ·
2000 ·
2001 ·
2002 ·
2003 ·
2004 ·
2005 ·
2006 ·
2007 ·
2008 ·
2009 ·
2010 ·
2011 ·
2012 ·
2013 ·
2014 ·
2015 ·
2016 ·
2017 ·
2018 ·
2019 ·
2020 ·
2021 ·
2022 ·
2023 ·
2024
Algerije ·
Angola ·
Benin ·
Bermuda ·
Botswana ·
Brazilië ·
Burkina Faso ·
Burundi ·
Cambodja ·
Centraal-Afrikaanse Republiek ·
Chili ·
China ·
Comoren ·
Congo-Brazzaville ·
Congo-Kinshasa ·
DDR ·
Egypte ·
Equatoriaal-Guinea ·
Ethiopië ·
Gabon ·
Gambia ·
Ghana ·
Guinee-Bissau ·
Indonesië ·
Irak ·
Iran ·
Ivoorkust ·
Kaapverdië ·
Kameroen ·
Kenia ·
Kosovo ·
Lesotho ·
Liberia ·
Libië ·
Madagaskar ·
Malawi ·
Mali ·
Marokko ·
Mauritanië ·
Mauritius ·
Mozambique ·
Namibië ·
Niger ·
Nigeria ·
Noord-Korea ·
Oeganda ·
Rwanda ·
Senegal ·
Sierra Leone ·
Soedan ·
Somalië ·
Swaziland ·
Tanzania ·
Togo ·
Tsjaad ·
Tunesië ·
Turkije ·
Vanuatu ·
Venezuela ·
Vietnam ·
Zaïre ·
Zambia ·
Zimbabwe ·
Zuid-Afrika ·
Zuid-Jemen
SLFA · 
A-internationals · 
Sierra Leoons vrouwenelftal
1966 – 1979 · 
1980 – 1989 · 
1990 – 1999 · 
2000 – 2009 · 
2010 – 2019 ·
2020 − 2029
Algerije ·
Angola ·
Benin ·
Burkina Faso ·
Burundi ·
China ·
Comoren ·
Congo-Brazzaville ·
Congo-Kinshasa ·
Djibouti ·
Egypte ·
Equatoriaal-Guinea ·
Ethiopië ·
Gabon ·
Gambia ·
Ghana ·
Guinee ·
Guinee-Bissau ·
Irak ·
Iran ·
Ivoorkust ·
Jordanië ·
Kaapverdië ·
Kameroen ·
Kenia ·
Lesotho ·
Liberia ·
Malawi ·
Mali ·
Marokko ·
Mauritanië ·
Niger ·
Nigeria ·
Sao Tomé en Principe ·
Senegal ·
Seychellen ·
Soedan ·
Somalië ·
Swaziland ·
Togo ·
Tsjaad ·
Tunesië ·
Zambia ·
Zuid-Afrika